# Ceremony of Opposites (band)
Ceremony of Opposites is een Nederlandse deathmetalband. De band werd opgericht in 2005. Hun demo The Fear Within werd nog datzelfde jaar opgenomen. Het debuutalbum Death's Dominion kwam uit in 2007. Tussen 2014 en 2019 was de band inactief. Sinds 2023 treedt de band weer op.

## Geschiedenis
De band werd in 2005 onder de naam Caligatio opgericht door As van Loon, Pascal Steffens en Marcel Oerlemans. Oerlemans werd aangetrokken als drummer, maar stapte later over op zang en gitaar. De opnames voor de demo The Fear Within vonden nog dat jaar plaats met Sander Jacobs als de nieuwe vaste drummer. In 2007 verscheen in eigen beheer hun debuutalbum Death's Dominion. 
In het voorjaar van 2009 kwam de EP Seeds of Resurrection uit. Daarna veranderde Ceremony of Opposites tweemaal van drummer. Jacobs verliet de band in juli om privéredenen. Tim Verheijden volgde hem op, maar kondigde in november al aan de band te verlaten. Verheijden werd vervangen door Rolf Janssen, maar ook hij werd al snel vervangen door Sander Helmink. Ook Helmink bleef slechts kort aan. Na een half jaar vertrok hij wegens "onderlinge spanningen". In 2010 keerde Sander Jacobs weer terug.
In juni 2014 is de band gestopt. Vanaf augustus 2019 begon Ceremony of Opposites met voorbereidingen voor een nieuwe concerttour, die in 2020 plaats had moeten vinden. Deze werd echter geannuleerd vanwege de coronacrisis. Sinds medio 2023 treedt de band weer op.

## Discografie
- The Fear Within - demo, 2005
- Death's Dominion - album, 2007
- Seeds of Resurrection - ep, 2009